# Кителга
 Кителга  — деревня в Альметьевском районе Татарстана. Входит в состав Сиренькинского сельского поселения.

## География
Находится в юго-восточной части Татарстана на расстоянии приблизительно 34 км по прямой на запад от районного центра города Альметьевск.

## История
Основано около 1870 года переселенцами из села Новотроицкое.

## Население
Постоянных жителей было: в 1900—994, в 1920—926, в 1926—799, в 1938—639, в 1949—515, в 1958—362, в 1970—292, в 1979—181, в 1989—133, в 2002 − 166 (русские 63 %), 131 в 2010.